# Modern Combat: Domination
Modern Combat: Domination est un jeu vidéo de tir à la première personne développé par Gameloft.

## Multijoueur
| Modes                   | Descriptions |
| ----------------------- | --- |
| Match à mort            | Match à mort ou DM (Death Match), chacun pour soi, le premier joueur qui a tué un certain nombre d'ennemis gagne. |
| Match à mort par équipe | Match à mort par équipe ou TDM (Team Death Match), classique, la première équipe qui a tué un certain nombre d'ennemis gagne. |
| Domination              | mode domination où l'on a 3 points (drapeaux) à capturer sur la map où les 2 équipes se les disputent. La première équipe qui a capturé le plus de drapeaux pendant un temps réparti gagne la partie.                                                                        |
| Extraction              | Mode où l'on doit aller récupérer un objet et le ramener. |
| Escorte                 | Mode où l'on doit protéger un membre de notre équipe qui a 200 hp/pv (Point de Vie) pour qu'il atteigne la sortie de la map. |
| Sabotage                | mode de style Recherche et Destruction où deux équipes s'affrontent, une attaquant, l'autre défenseur, l'attaque doit détruire l'un des deux sites sur la map dans un temps imparti, une des 2 équipes peut également gagner une manche en éliminant toute l'équipe adverse. |

- Un système de progression sous forme de points d'expériences, attribués selon les performances, le nombre de tués, mais également des points bonus, comme lorsqu'on se venge, on gagne des points supplémentaires.
- Un système de grade est également présent; 72 grades en tout. On augmente de niveau avec l'XP (Expérience).
- Il ne peut y avoir 16 joueurs au maximum dans un serveur, donc 8 contre 8.

## Armes
13 armes sont disponibles dans le jeu :
- 3 fusils d'assauts
  - Fusil d'assaut M16A3
  - Fusil d'assaut AK-47
  - Fusil d'assaut G36C
- 1 fusil mitrailleur
  - Fusil mitrailleur M249
- 3 pistolets mitrailleurs
  - Pistolet mitrailleur P90
  - Pistolet mitrailleur MP5A3
  - Pistolet mitrailleur UMP45
- 2 fusils de précisions
  - Fusil de précision Dragunov
  - Fusil de précision Scout
- 3 fusils à pompe
  - Fusil a pompe 870C
  - Fusil a pompe Benelli M4
  - Fusil a pompe Spam
- 3 armes de poing
  - Arme de poing Beretta 92F (M9)
  - Arme de poing N8
  - Arme de poing Desert Eagle

Pour utiliser les armes, il faut les acheter avec de l'argent (dollars dans le jeu). Pour gagner cet argent, il vous faut tuer des ennemis, gagner des manches et également exécuter chaque objectifs de chaque mode du jeu.

## Maps
5 maps/cartes sont disponibles dans Modern Combat: Domination
- Crash
- Souk
- Usine
- Sowdown
- Quartier Général